# Cyriak (król Makurii)
Cyriak –‬‭ król Makurii w Nubii w latach około 747 do 768 roku. 
Około 748 roku  pomaszerował na północ do Egiptu na czele armii w celu uwolnienia koptyjskiego patriarchy Aleksandrii Michała (743–767), który został uwięziony. Interwencja spowodowała uwolnienie patriarchy.   